# Chlumčany, Plzeň-jih
Chlumčany là một làng thuộc huyện Plzeň-jih, vùng Plzeňský, Cộng hòa Séc.